# Kiss (álbum de L'Arc~en~Ciel)
Kiss é o décimo primeiro álbum de estúdio da banda japonesa L'Arc~en~Ciel, lançado em 21 de novembro de 2007 pela Ki/oon Records. Foi o 39° álbum mais vendido em 2007 no Japão de acordo com a Oricon.

## Recepção
Alcançou a primeira posição nas paradas da Oricon Albums Chart.

## Faixas
| N.º            | Título                       | Letras         | Música         | Duração |  |
| 1.             | "Seventh Heaven"             | Hyde           | Hyde           | 5:01    |  |
| 2.             | "Pretty girl"                | Ken            | Ken            | 3:17    |  |
| 3.             | "My Heart Draws a Dream"     | Hyde           | Ken            | 4:16    |  |
| 4.             | "Sunadokei" (砂時計)         | Tetsu          | Tetsu          | 4:35    |  |
| 5.             | "spiral"                     | Yukihiro       | Yukihiro       | 4:01    |  |
| 6.             | "Alone en la Vida"           | Hyde           | Ken            | 5:12    |  |
| 7.             | "Daybreak's Bell"            | Hyde           | Ken            | 4:11    |  |
| 8.             | "Umibe" (海辺)               | Tetsu          | Tetsu          | 4:33    |  |
| 9.             | "The Black Rose"             | Hyde           | Hyde           | 3:38    |  |
| 10.            | "Link" (-KISS Mix-)          | Hyde           | Tetsu          | 4:46    |  |
| 11.            | "Yuki no Ashiato" (雪の足跡) | Hyde           | Ken            | 4:47    |  |
| 12.            | "Hurry Xmas"                 | Hyde           | Hyde           | 4:49    |  |
| Duração total: | Duração total:               | Duração total: | Duração total: | 53:07   |  |

## Ficha técnica[4]

### L'Arc~en~Ciel
- Hyde – vocais
- Ken – guitarra, teclado
- Tetsuya – baixo
- Yukihiro – bateria

### Produção
- Hajime Okano - produção
- Hitoshi Hiruma - mixação
- Howie Weinberg - masterização
- Jeremy Lubbock - arranjo de cordas em "Alone en la Vida"